# 텔레츠코예호
텔레츠코예호(러시아어: Телецкое озеро, 에벤크어: Алтын-Көл)은 러시아 알타이 공화국의 가장 큰 호수이며, 출리시만강과 카툰강, 시베리아에서 가장 큰 강인 오비강이 이 호수로 흐른다. 호수의 길이는 78km, 폭은 5km이며, 해발 434m에 위치하고 최대 깊이는 325m이다.
호수 및 주변 지역은 알타이 자연보호구역에 속하며, 유네스코 세계유산인 알타이 황금 산맥의 일부이다. 1996년 2월 16일부터 "지역적으로 중요한 복합 천연기념물"로 지정되었으며, 호수 북쪽의 마을 아오티바시와 이오가치에서 모터보트를 타고 주변 명소로 이동할 수 있다.

## 갤러리

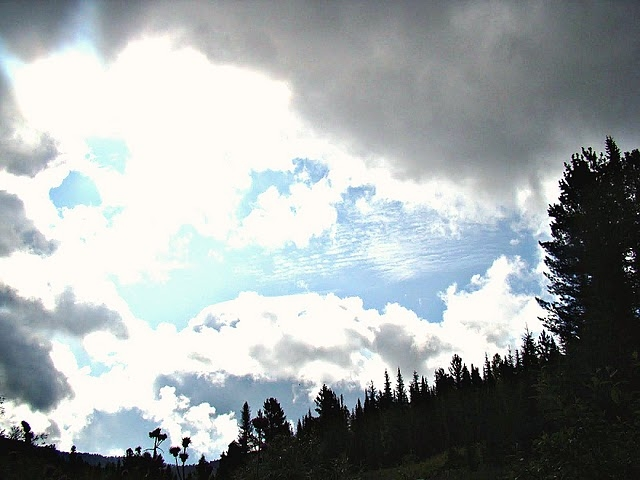
Altay. August 2009
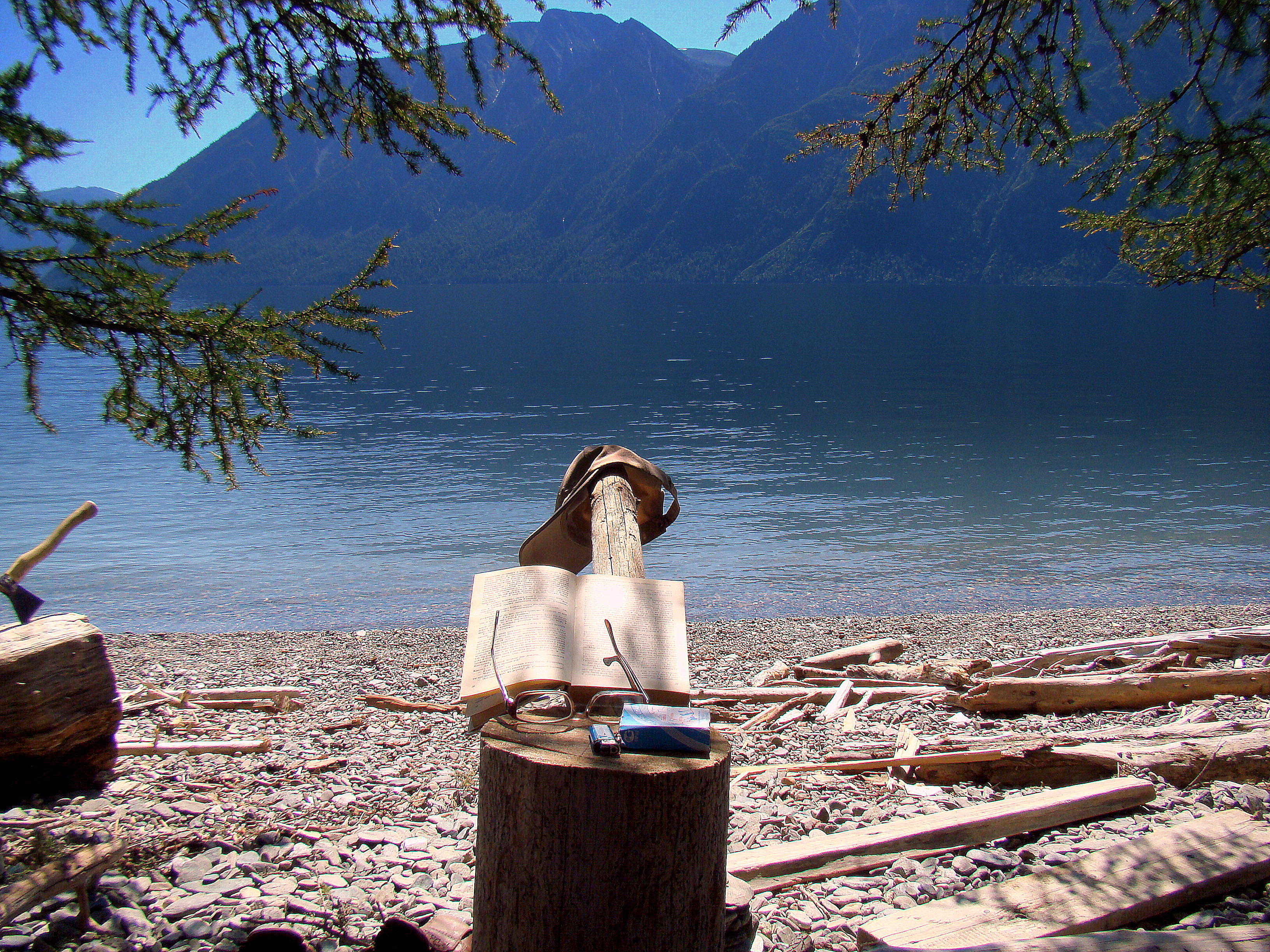
Fairy tale. August 2010
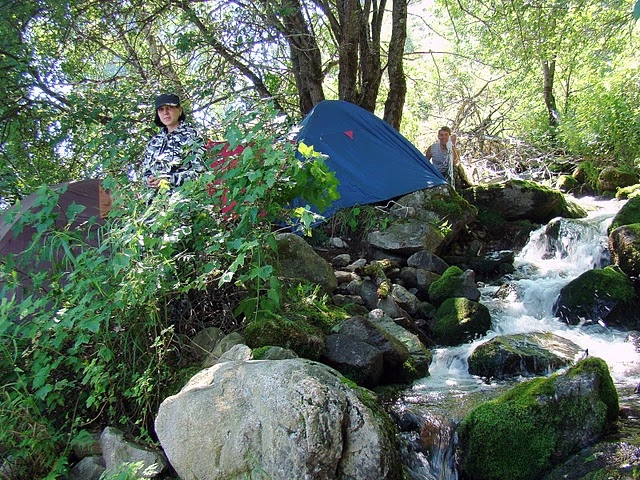
On the rocky coast. July 2010
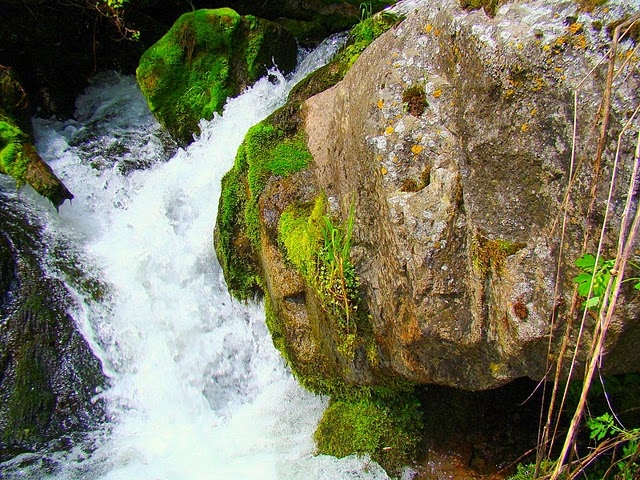
Waterfall. August 2010
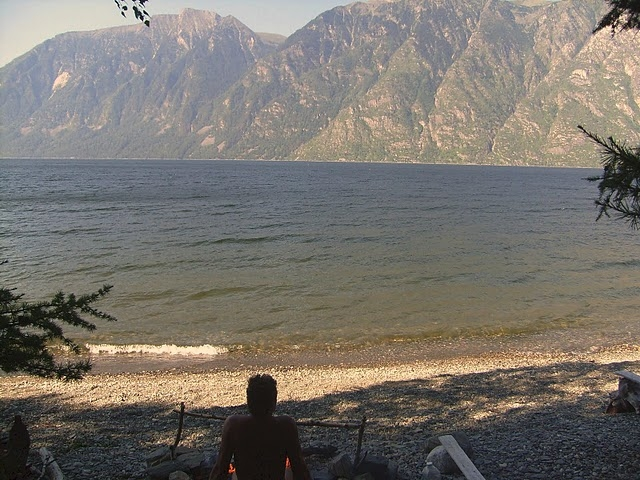
Bonfire on the beach. August 2008
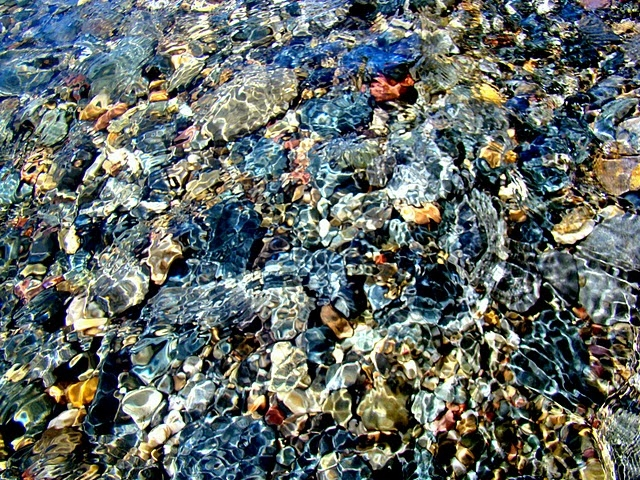
Gravel on the shore. Summer 2010
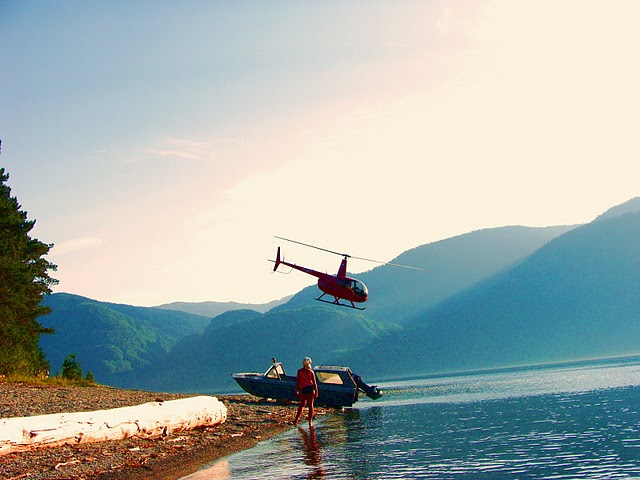
For aero-visual recording. July 2010
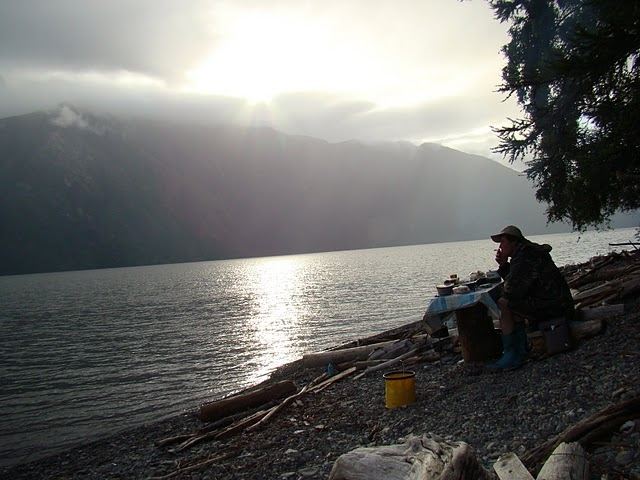
Strange evening light. July 2010
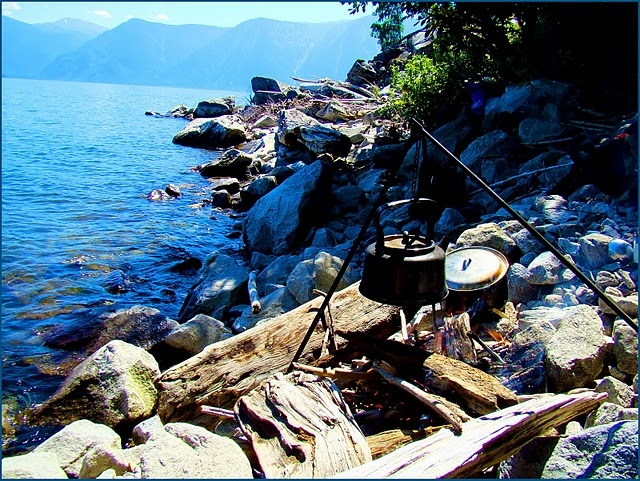
Camp on shore. August 2010
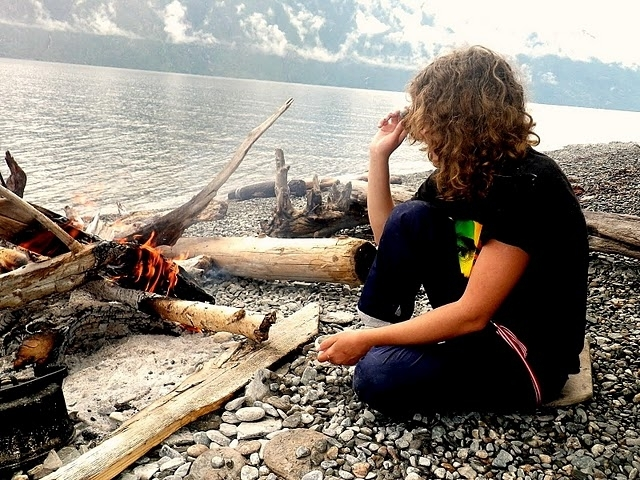
The young researcher. Juli 2010
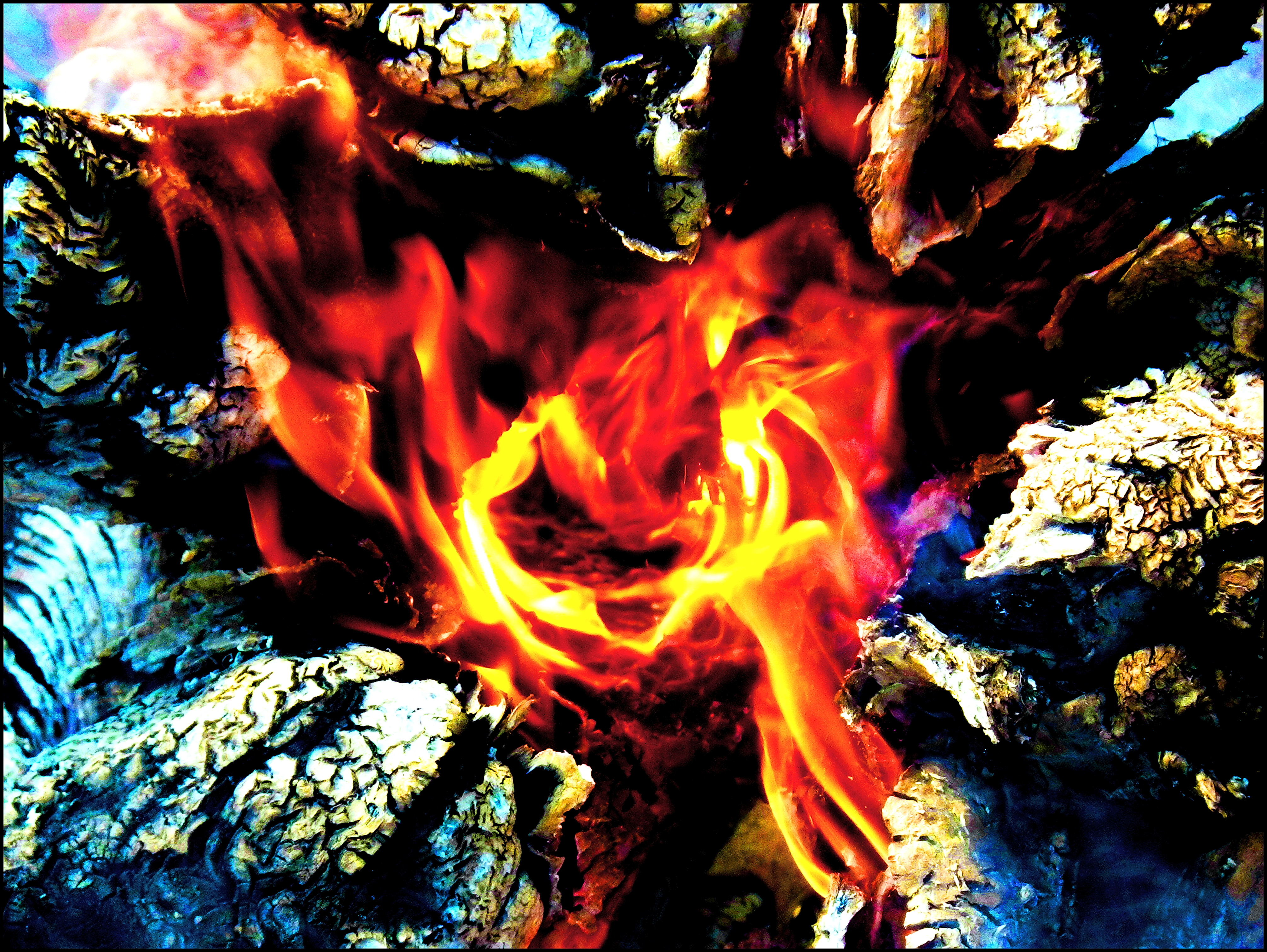
Last fire. 23 August 2010
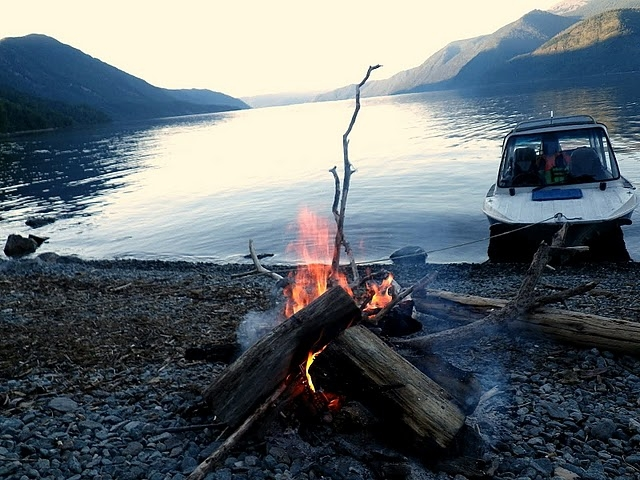
Last Camp. August 2010
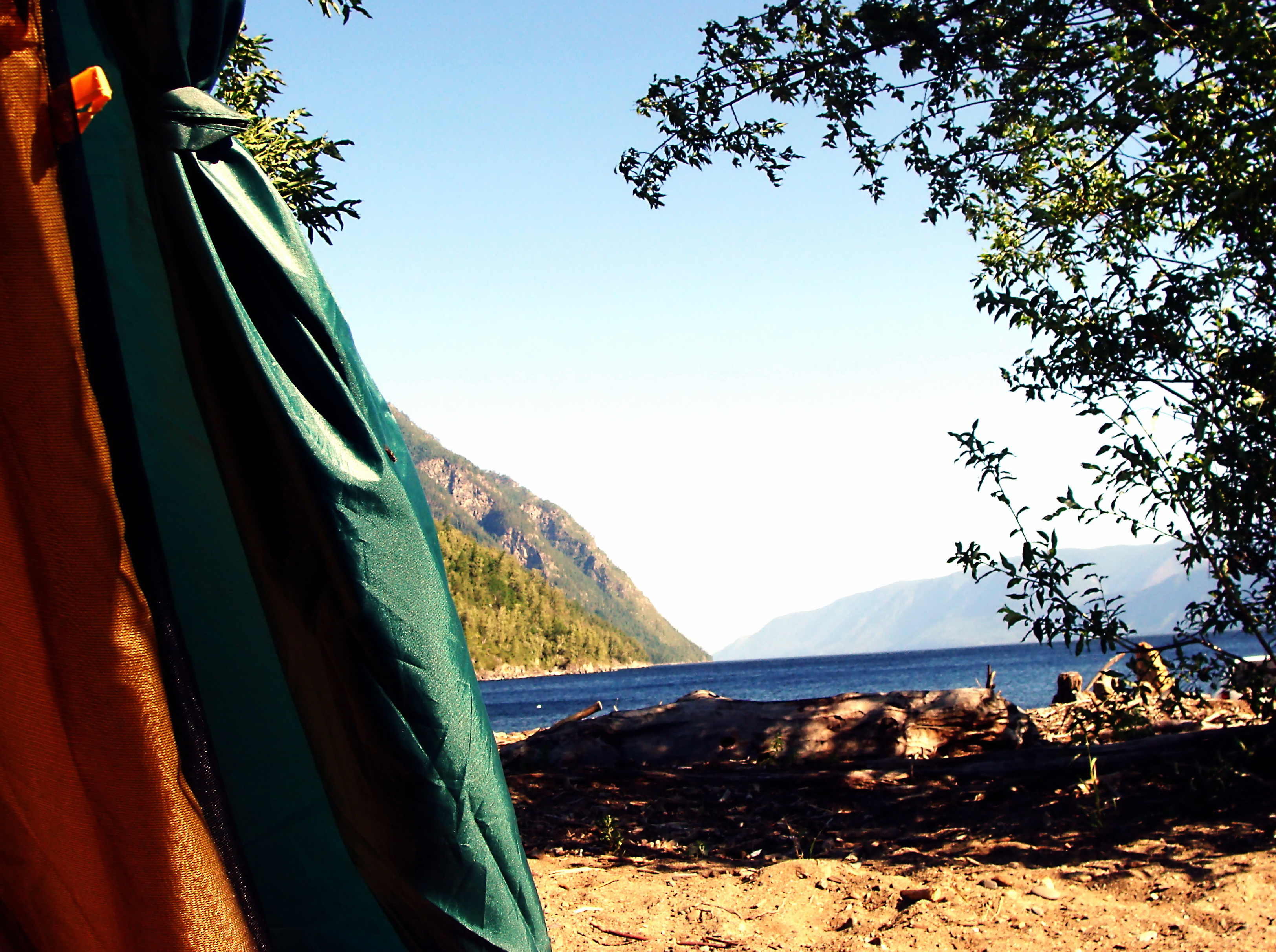
Morning. View from the tent. August 2009
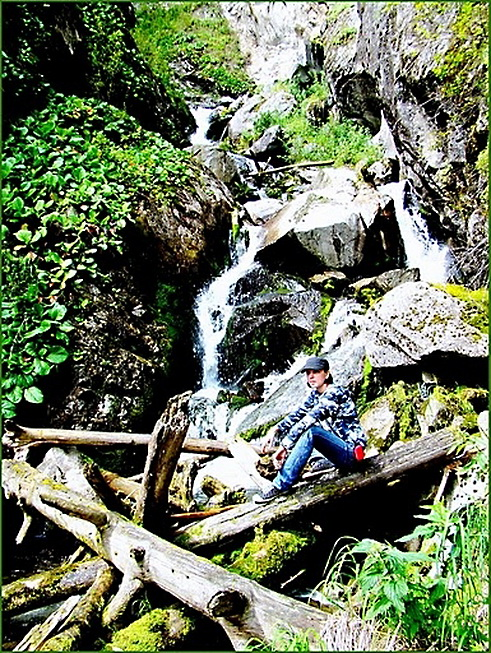
Taiga. August 2010
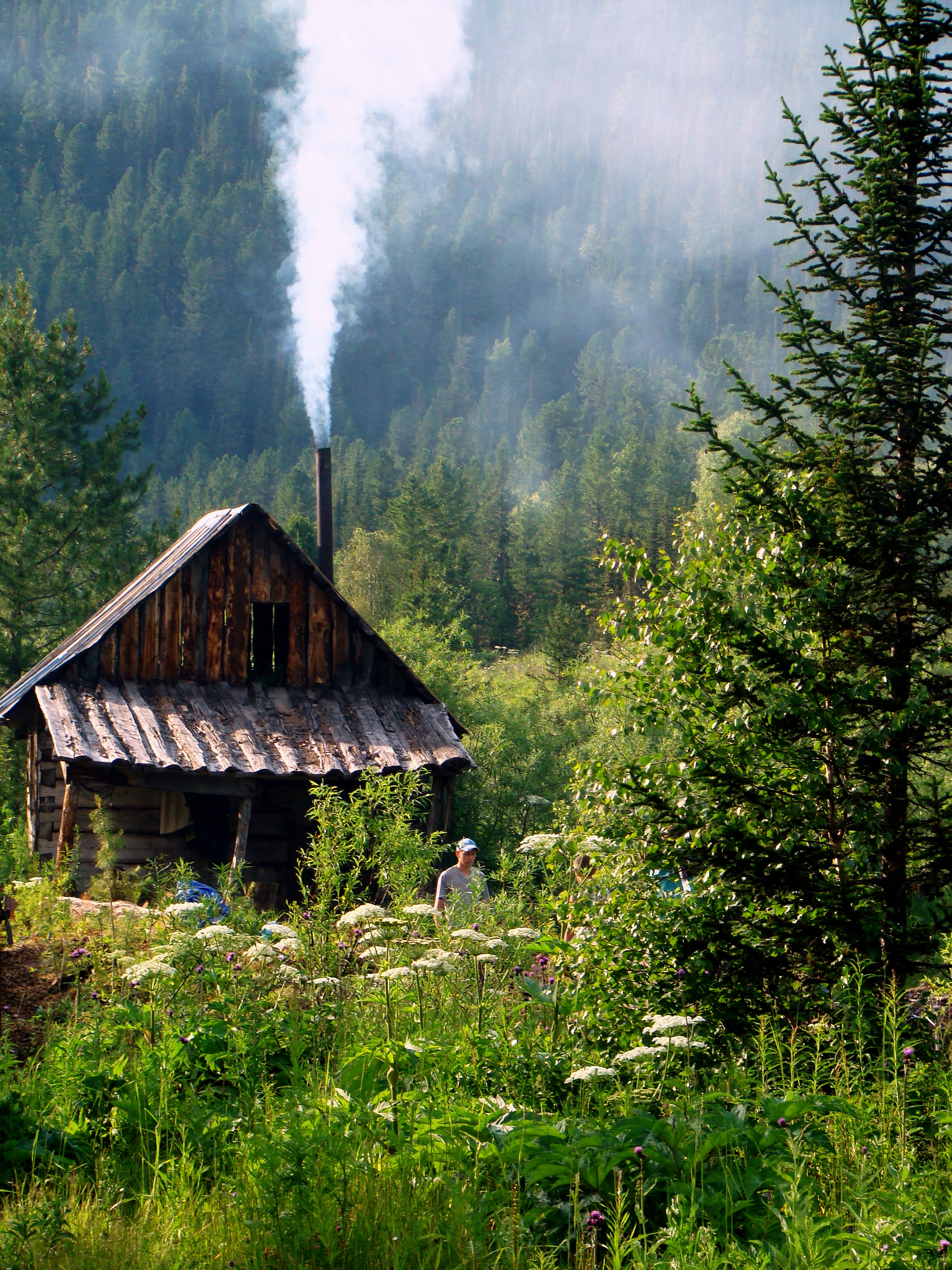
Sauna. August 2009
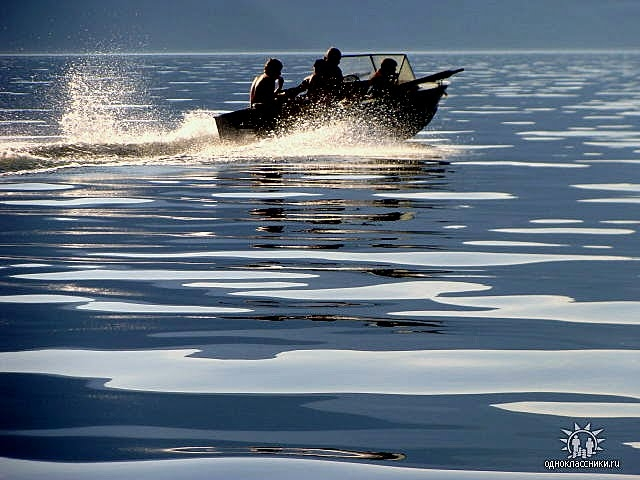
Route across the lake. July 2008